# حیدر قصاب
پهلوان حیدر قصاب(چشمی)(۷۶۰ - ۷۶۱ ق) از امیران سربداران هست که پس از قتل شمس الدین علی و برکناری ظهیر الدین کرابی به قدرت رسید و حسن دامغانی را فرمانده سپاه خود قرار داد؛ اما پس از چندی، نصرالله باشتینی در اسفراین به مخالفت او برخاست. حیدر قصاب با یاران خود او را محاصره کرد که در اثنای محاصره حیدر با توطئه ای از پای درآمد و نصرالله، دروازه شهر را به روی حسن دامغانی گشود تا لطف‌الله بن مسعود را به حکومت برساند. بدین ترتیب، حیدر قصاب، بیش از چهار ماه حکومت نکرد.
| جانشین: ظهیر الدین کرابی | حاکم سربداران ۱۳۴۸ تا ۱۳۴۹ میلادی | حاکم پیشین: لطف‌الله بن مسعود |